# Wasser-Eiche
Die Wasser-Eiche (Quercus nigra, auch Schwarzeiche) ist eine Pflanzenart aus der Gattung der Eichen (Quercus) innerhalb der Familie der Buchengewächse (Fagaceae). Das natürliche Verbreitungsgebiet liegt in den östlichen bis zentralen USA. Ihre englische Trivialnamen sind water oak oder possum oak.

## Beschreibung

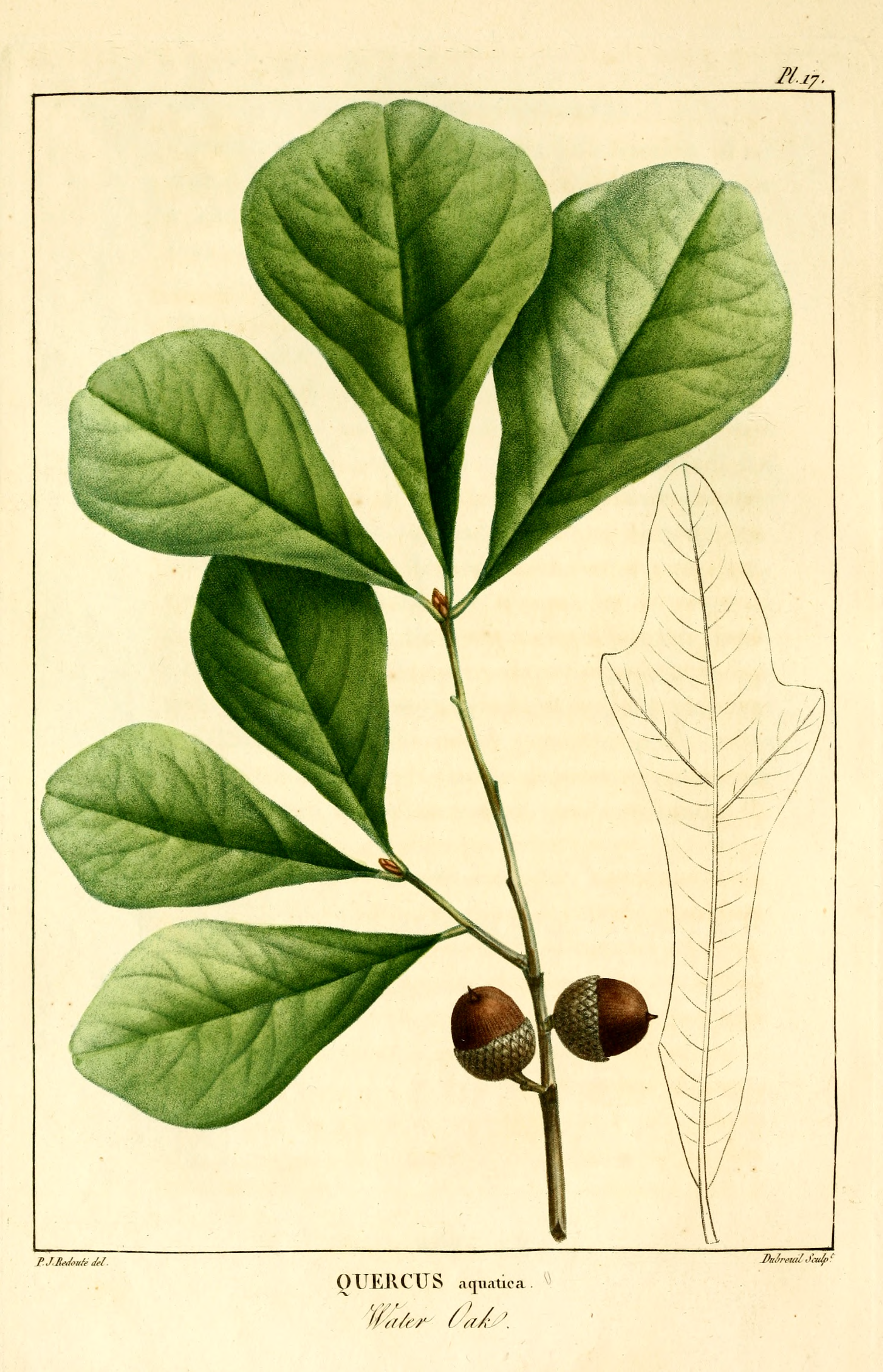
Illustration

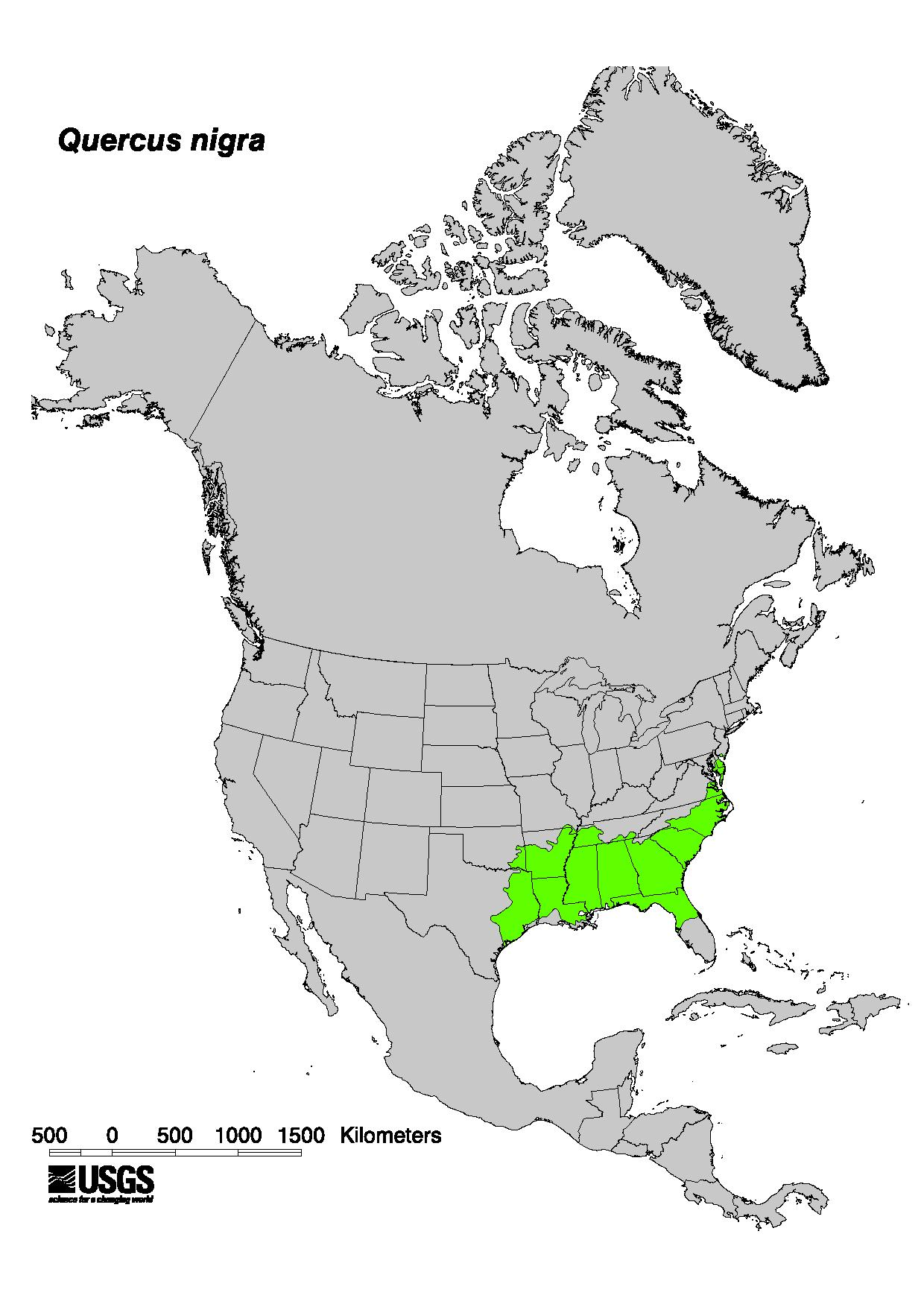
Verbreitung in Nordamerika nach USGS

### Erscheinungsbild, Rinde, Holz, Endknospe und Blatt
Die Wasser-Eiche wächst als laubabwerfender bis halbimmergrüner, schnellwüchsiger Baum mit Wuchshöhen von 23 bis über 30 Metern bei Stammdurchmessern von 0,6 bis über 1,0 Metern, selten bis über 2 Metern. Die Borke ist gräulich bis braun-grau und rissig bis furchig. Der Baumstamm hat eine Säulenform. Das Holz ist hart und schwer. Die Rinde der Zweige ist dunkelbraun und glatt. Die Endknospe ist braun, eiförmig und filzig.
Die wechselständigen Laubblätter sind in Blattstiel und -spreite gegliedert. Der kahle Blattstiel ist etwa 0,5 Zentimeter lang. Die oberseits kahle, leicht ledrige Blattspreite ist bei einer Länge von 4 bis 13 Zentimeter und einer Breite von 2 bis 5 Zentimeter sehr unterschiedlich geformt. Sie besitzt aber immer eine keilförmige Spreitenbasis. Manchmal ist die spitze bis abgerundete, manchmal gestutzte, öfters grannen- oder stachelspitzige, verkehrt-ei- bis spatelförmige, selten lanzettliche bis elliptische und ganzrandige Blattspreite einfach, manchmal im oberen Bereich zwei- bis dreilappig oder grob gezähnt, wobei die öfters grannen- oder stachelspitzigen, spitzen bis abgerundeten Blattlappen immer breiter sind als die Spreitenbasis. Auch der untere, keilförmige Teil kann gelappt oder grob gezähnt sein. Teilweise sind unterseits Achselhaare zu finden. Die Blätter fallen erst spät im Winter ab.

### Blütenstand und Frucht
Die Wasser-Eiche besitzt hängende, etwa 5 bis 8 Zentimeter lange kätzchenförmige Blütenstände. Die einzeln oder paarweise stehenden Eicheln sind bei einem Durchmesser von 1 bis 1,5 Zentimeter kugelig. Die alle zwei Jahre erscheinenden Eicheln besitzen eine schwärzliche Farbe mit blassen Streifen.

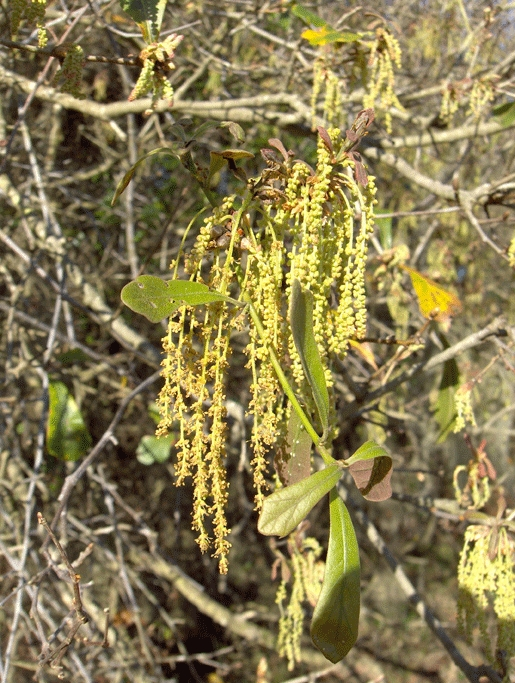
Hängende Blütenstände
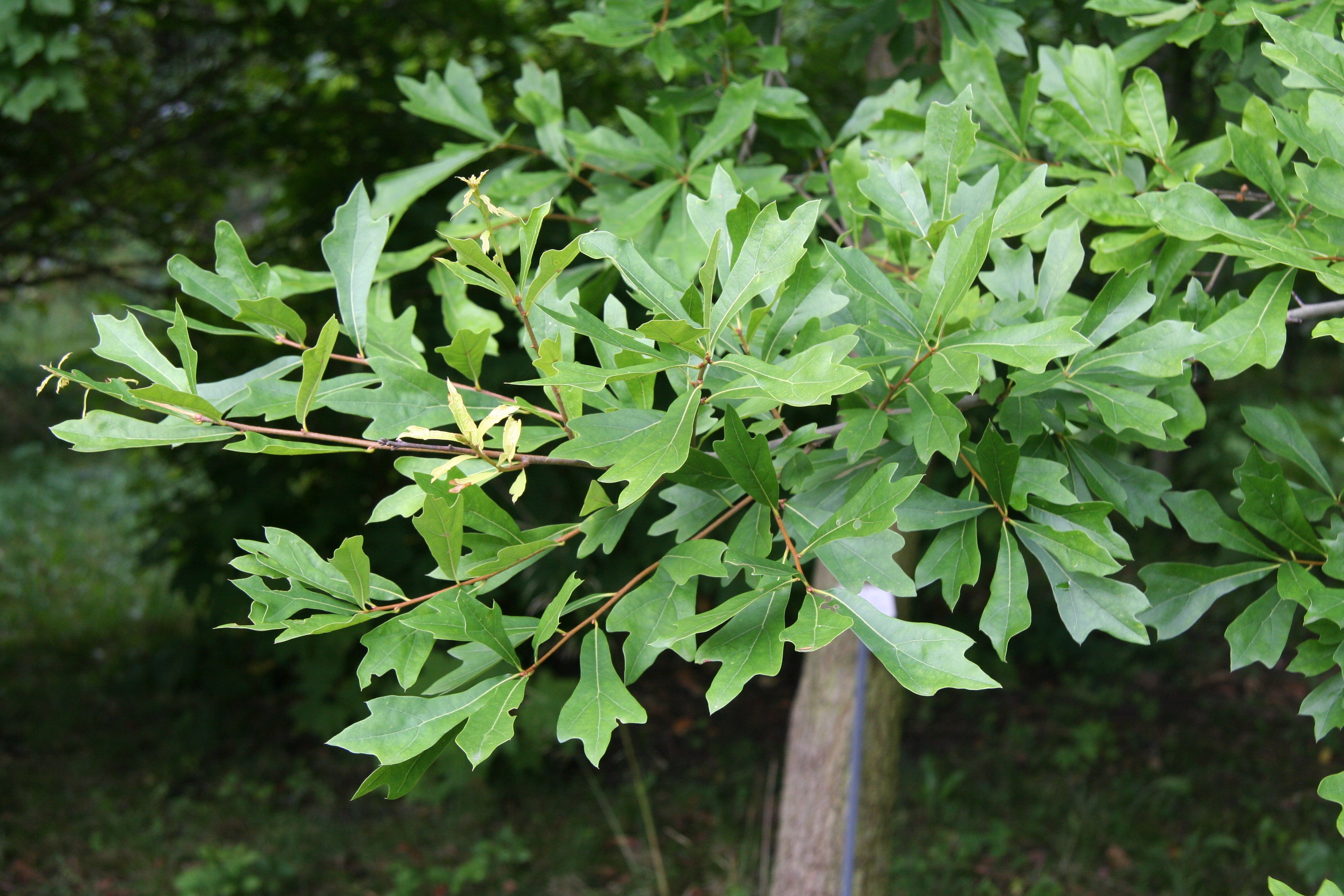
Laubblätter
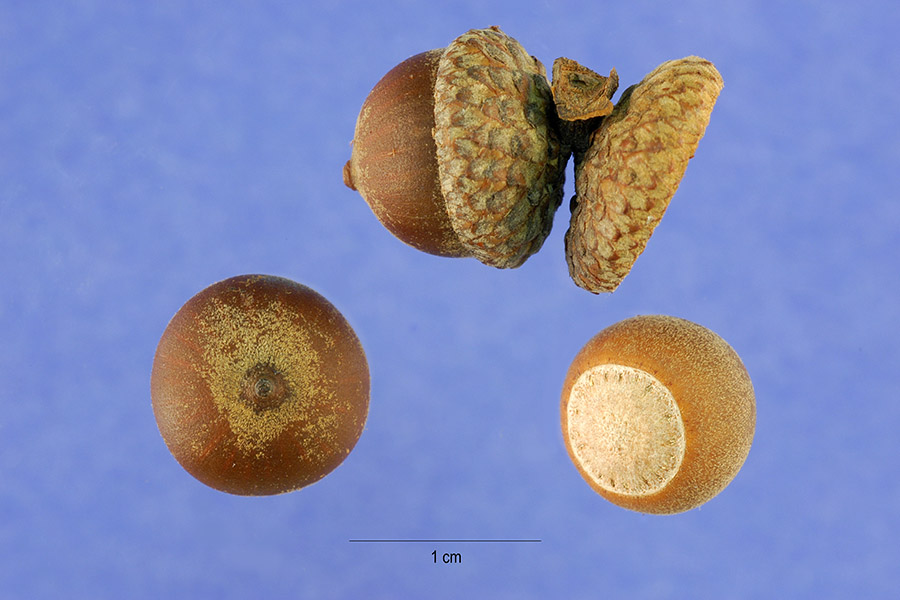
Früchte

## Vorkommen
Das Verbreitungsgebiet von Quercus nigra liegt in den östlichen bis zentralen USA. Fundortangaben gibt es für die US-Bundesstaaten New Jersey, südöstliches Missouri, Oklahoma, Alabama, Arkansas, Delaware, Florida, Georgia, Kentucky, Louisiana, Maryland, Mississippi, North Carolina, South Carolina, Tennessee, Virginia, sowie Texas. Die Wasser-Eiche kommt in Höhenlagen von 0 bis 450 Metern in feuchten Niederungen und den angrenzenden Gebieten vor.

## Nutzung
Die Wasser-Eiche wird wenig genutzt. Eine Verwendung als Feuerholz und zur Herstellung von Holzkohle findet allerdings statt. Die Wasser-Eiche wird in den Südstaaten als gut an- und verpflanzbarer Schattenbaum an Straßen und Parks genutzt. Dieser schöne, schnellwachsende Schattenbaum gedeiht auf feuchten Böden, ist aber nicht besonders langlebig. Quercus nigra gedeiht in der USDA-Klimazone 6, man kann sie also in weiten Teilen der gemäßigten bis subtropischen Gebiete kultivieren. Junge Exemplare benötigen bei starken Frösten einen Winterschutz.

## Systematik
Die Erstveröffentlichung von Quercus nigra erfolgte 1753 durch Carl von Linné in Species Plantarum, 2, S. 995. Synonyme Quercus nigra L. sind beispielsweise Quercus aquatica (Lam.) Walt., Quercus hemisphaerica var. nana (Willd.) Sarg., Quercus microcarya Small, Quercus nana Willd., Quercus nigra var. aquatica Lam., Quercus nigra f. microcarya (Small) Sarg., Quercus nigra var. tridentifera Sarg., Quercus nigra var. heterophylla (Ait.) Ashe und Quercus uliginosa Wangenh.
Quercus nigra gehört zur Sektion der Roteichen (Lobatae) aus der Untergattung Quercus in der Gattung der Eichen (Quercus).
Quercus nigra bildet Hybriden mit: Quercus falcata (= Quercus ×garlandensis E.J.Palmer), Quercus laevis (= Quercus ×walteriana Ashe), Quercus marilandica (= Quercus ×sterilis Trel.), Quercus phellos (= Quercus ×capesii W.Wolf), Quercus shumardii (= Quercus ×neopalmeri Sudw.) und Quercus velutina (= Quercus ×demarei Ashe).